# 贾科莫·福尔诺尼
贾科莫·福尔诺尼（義大利語：Giacomo Fornoni，1939年12月26日—2016年9月26日），意大利男子自行车运动员。他曾代表意大利参加1960年夏季奥林匹克运动会自行车比赛，获得男子团体计时赛金牌。